# Женская молодёжная сборная СССР по волейболу
Женская молодёжная сборная СССР по волейболу — женская волейбольная сборная, представлявшая Советский Союз на международных молодёжных соревнованиях. Управляющей организацией сборной выступала Федерация волейбола СССР. Официально сборная просуществовала с 1966 по 1991 годы, а также в 1992 в качестве объединённой команды СНГ на чемпионате Европы.

## История
Впервые женская молодёжная сборная СССР была сформирована к первому чемпионату Европы среди игроков возрастом до 20 лет (сами турниры с 1969 стали проходить раз в два года по нечётным годам, а с 1982 — по чётным и с этого года возрастной ценз был снижен до 19 лет). Под руководством тренера Т.Шевченко молодые советские волейболистки никому не позволили усомниться в своём превосходстве, одержав победы во всех 6 сыгранных на турнире матчах, отдав соперникам лишь две партии. Всего же в период 1966—1992 женская молодёжная волейбольная команда Советского Союза (в 1992 — сборная СНГ) приняла участие в 13 чемпионатах Европы и во всех неизменно выходила победителем. Первое поражение на этих турнирах для советской «молодёжки» случилось лишь в рамках 5-го чемпионата, когда в поединке против сборной Чехословакии прервалась 30-матчевая победная серия команды СССР. Всего же на молодёжных чемпионатах Европы советские волейболистки провели 88 игр, в которых проиграли лишь 4 раза.
С 1977 стали проводиться и молодёжные чемпионаты мира (возрастной ценз игроков — до 20 лет). Первоначально мировые первенства проходили раз в 4 года, а после 1985 — раз в два года. На этих турнирах успехи молодёжной сборной СССР были гораздо скромнее, а сами чемпионаты проходили при явном перевесе команд из Азии и Америки (Китая, Японии, Кубы, Бразилии и Перу), которые неизменно становились призёрами на первых пяти первенствах. Лишь в 1991 году молодые советские волейболистки впервые выиграли золотые награды на чемпионате мира, проходившем в Чехословакии, не проиграв на турнире ни одного матча. Под руководством главного тренера В.Юрьева чемпионами стал целый ряд волейболисток, в скором времени вошедших в состав главной национальной команды СССР, а затем и России: Е.Артамонова, Е.Батухтина, С.Василевская, И.Емельянова, Т.Грачёва, Н.Морозова, Е.Тищенко, Ю.Тимонова и другие. Спустя год в составе сборной СНГ Артамонова, Грачёва, Морозова, Тищенко, Тимонова и другие под руководством того же Юрьева столь же уверенно выиграли чемпионат Европы после чего на этой «золотой» ноте фактически советская команда прекратила существование спустя 9 месяцев после распада СССР. Все игроки продолжили выступления за молодёжную сборную России. 

## Результаты выступлений
Всего на счету женской молодёжной сборной СССР по волейболу 120 официальных матчей, проведённых в период с 1966 по 1992 годы под эгидой Международной федерации волейбола и Европейской конфедерации волейбола в рамках чемпионатов мира и чемпионатов Европы среди молодёжных команд. Из них выиграно 103, проиграно 17. Соотношение партий 368:79.

### Молодёжные чемпионаты мира
| Год   | Игры | Выигрыши | Поражения | С/П    | Место |
| ----- | ---- | -------- | --------- | ------ | ----- |
| 1977  | 8    | 6        | 2         | 20:8   | 9-е   |
| 1981  | 7    | 5        | 2         | 17:6   | 9-е   |
| 1985  | 8    | 5        | 3         | 18:11  | 6-е   |
| 1987  | 7    | 5        | 2         | 19:7   | 5-е   |
| 1989  | 8    | 4        | 4         | 17:12  | 9-е   |
| 1991  | 7    | 7        | 0         | 21:2   | 1-е   |
| Всего | 32   | 19       | 13        | 112:46 |       |

### Молодёжные чемпионаты Европы
| Год   | Игры | Выигрыши | Поражения | С/П    | Место |
| ----- | ---- | -------- | --------- | ------ | ----- |
| 1966  | 7    | 7        | 0         | 21:2   | 1-е   |
| 1969  | 7    | 7        | 0         | 21:0   | 1-е   |
| 1971  | 5    | 5        | 0         | 15:0   | 1-е   |
| 1973  | 6    | 6        | 0         | 18:1   | 1-е   |
| 1975  | 7    | 6        | 1         | 19:4   | 1-е   |
| 1977  | 7    | 6        | 1         | 18:7   | 1-е   |
| 1979  | 7    | 7        | 0         | 21:3   | 1-е   |
| 1982  | 7    | 6        | 1         | 19:4   | 1-е   |
| 1984  | 7    | 6        | 1         | 20:6   | 1-е   |
| 1986  | 7    | 7        | 0         | 21:1   | 1-е   |
| 1988  | 7    | 7        | 0         | 21:0   | 1-е   |
| 1990  | 7    | 7        | 0         | 21:1   | 1-е   |
| 1992  | 7    | 7        | 0         | 21:4   | 1-е   |
| Всего | 88   | 84       | 4         | 256:33 |       |

## Чемпионские составы
- МЧЕ-1966: В.Герасимова, Вера Лантратова, Л.Лоц, Т.Митрофанова, Н.Мусина, Н.Савочкина, Татьяна Сарычева, Н.Уварова, Е.Фролова, Е.Чехова, О.Шемакова. Тренер — Т.Шевченко.
- МЧЕ-1969: Лидия Александрова, Лариса Андронова, Марионна Батутите, Лариса Берген, Ирина Беспалова, Т.Болгарчук, Татьяна Захарова, В.Клыкова, Ольга Лещенко, Анна Ростова, Татьяна Сарычева, Ольга Хохлова. Тренер — Юрий Железняк.
- МЧЕ-1971: И.Бачилова, Людмила Борозна, И.Власова, Т.Воронина, Надежда Зезюля, Наталья Ерёмина, Л.Ишмаева, Н.Лобанова, К.Лысенко, Е.Николаева, Лилия Осадчая, Илонда Стразда. Тренер — Юрий Железняк.
- МЧЕ-1973: И.Бачилова, В.Берзиня, Людмила Борозна, Надежда Зезюля, Лариса Иванова, В.Копыленко, Наталья Кушнир, Л.Лепилина, К.Лысенко, Марина Миловидова, Лилия Осадчая, И.Торопова. Тренер — Юрий Железняк.
- МЧЕ-1975: В.Берзиня, В.Булаенко, Н.Васичкина, Л.Веретёлкина, Наталья Жалнина, Л.Копыленко, Наталья Коростылёва, Л.Лепилина, Марина Миловидова, Галина Мячина, Елена Петрунина, Л.Погодина, Е.Потапова. Тренер — Виктор Тюрин.
- МЧЕ-1977: Людмила Базюк, В.Васько, Ольга Дубяга, Наталья Жалнина, Любовь Иванова, Наталья Коростылёва, Н.Максимова, Л.Погодина, Е.Потапова, Ванда Раткевич, Людмила Сулейкина. Тренер — Галина Волкова.
- МЧЕ-1979: Е.Артюшенко, Елена Ахаминова, Светлана Бадулина, Е.Боровикова, М.Каш, И.Лозович, Надежда Орлова, Наталья Разумова, И.Рыбкина, Ольга Филюшина, Ольга Шардакова. Тренер — Валентин Хохлов.
- МЧЕ-1982: Татьяна Васильева, М.Гусева, С.Исупова, Татьяна Кафтайлова, Ирина Кириллова, Наталья Крылова, Е.Кузьмичёва, Ирина Кукушкина, Марина Кумыш, Ирина Малиночка, С.Свиридова, Марина Таранова. Тренер — Анатолий Федотов.
- МЧЕ-1984: Т.Баранова, Н.Белозёрова, Луиза Дианова, Диана Качалова, Наталья Козлова, Е.Малетько, К.Пархоменко, Е.Полухина, С.Ряполова, М.Савинова, Татьяна Сидоренко, М.Титоренко. Тренер — Михаил Омельченко.
- МЧЕ-1986: Е.Белова, Е.Ким, Мария Копылова, Наталья Козлова, С.Кривулько, Я.Лопатина, К.Пархоменко, Ирина Смирнова, И.Строганова, Елена Шабовта, Л.Швецова, Жанна Эзеросе. Тренер — Валерий Клигер.
- МЧЕ-1988: Наталья Баженова, Елена Бажина, Н.Балакина, Виктория Бубенцова, Р.Гринвальде, А.Заикина, М.Корбан, Виктория Лысечко, С.Рожлапа, Татьяна Романовская, Т.Скоробогачева, И.Стравинскайте. Тренер — Валерий Клигер.
- МЧЕ-1990: Наталья Абубакирова, Елена Батухтина, Юлия Бубнова, Светлана Василевская, Елена Воробьёва, Татьяна Грачёва, Инна Дашук, Инесса Емельянова, Наталья Морозова, Илона Старкова, Юлия Тимонова, Ирина Уютова. Тренер — Валерий Юрьев.
- МЧМ-1991: Евгения Артамонова, Елена Батухтина, Светлана Василевская, Елена Воробьёва, Татьяна Грачёва, Инна Дашук, Инесса Емельянова, Наталья Морозова, И.Полищук, Илона Старкова, Юлия Тимонова, Елизавета Тищенко. Тренер — Валерий Юрьев.
- МЧЕ-1992: Евгения Артамонова, Елена Воробьёва, Татьяна Грачёва, Мария Лихтенштейн, Наталья Морозова, И.Полищук, Александра Сорокина, Илона Старкова, Юлия Тимонова, Елизавета Тищенко, Ирина Уютова, Лариса Яровенко. Тренер — Валерий Юрьев.

## Тренеры
| - 1966 — Т.Шевченко - 1969—1973 — Юрий Железняк - 1975 — Виктор Тюрин - 1977 — Галина Волкова - 1979—1981 — Валентин Хохлов - 1982 — Анатолий Федотов | - 1984—1985 — Михаил Омельченко - 1986 — Валерий Клигер - 1987 — Владимир Бузаев - 1988—1989 — Валерий Клигер - 1990—1992 — Валерий Юрьев |